# Robecchetto con Induno
Robecchetto con Induno (Robecchett cont Indun in dialetto milanese, Rubichett in dialetto locale) è un comune italiano di 4 804 abitanti della città metropolitana di Milano in Lombardia. Nel suo territorio si trova la frazione di Malvaglio.
Durante il governo di Napoleone, Robecchetto e i suoi 533 abitanti furono temporaneamente annessi dal comune di Turbigo.

## Storia
Benché il comune di Robecchetto con Induno venne creato nel 1870 dalla fusione dei comuni di Robecchetto e Induno Ticino, esso ha origini ben più antiche: l'esistenza nella zona di un borgo, chiamato Padregnano è attestata infatti già in documenti della fine dell'undicesimo secolo. Il territorio dove sorge Robecchetto sarebbe stato donato da Federico Barbarossa alla città di Milano subito dopo la Pace di Costanza. Durante il medioevo si vide coinvolta nelle battaglie tra i Visconti e Torriani per il dominio sul capoluogo Lombardo. In seguito ci furono un susseguirsi di conquiste straniere fino a che nel XVI secolo non fu posto sotto il controllo dei Maggi. A questi ultimi subentrarono poi gli Arconati e, verso la metà del Seicento, i Fagnani. La sorte del feudo di Robecchetto fu decretata da Napoleone quando sul finire del XVIII secolo abolì il sistema feudale. Nel 1859 fu teatro di scontri tra le truppe Francesi e quelle Austriache.

### Simboli
Lo stemma e il gonfalone sono stati concessi con DPR del 5 ottobre 1974.
Nella parte superiore è riprodotta la facciata dell'antica chiesa di San Vittore.
Il gonfalone è un drappo di azzurro.

## Società

### Evoluzione demografica
Abitanti censiti

## Monumenti e luoghi d'interesse

### Aree civili

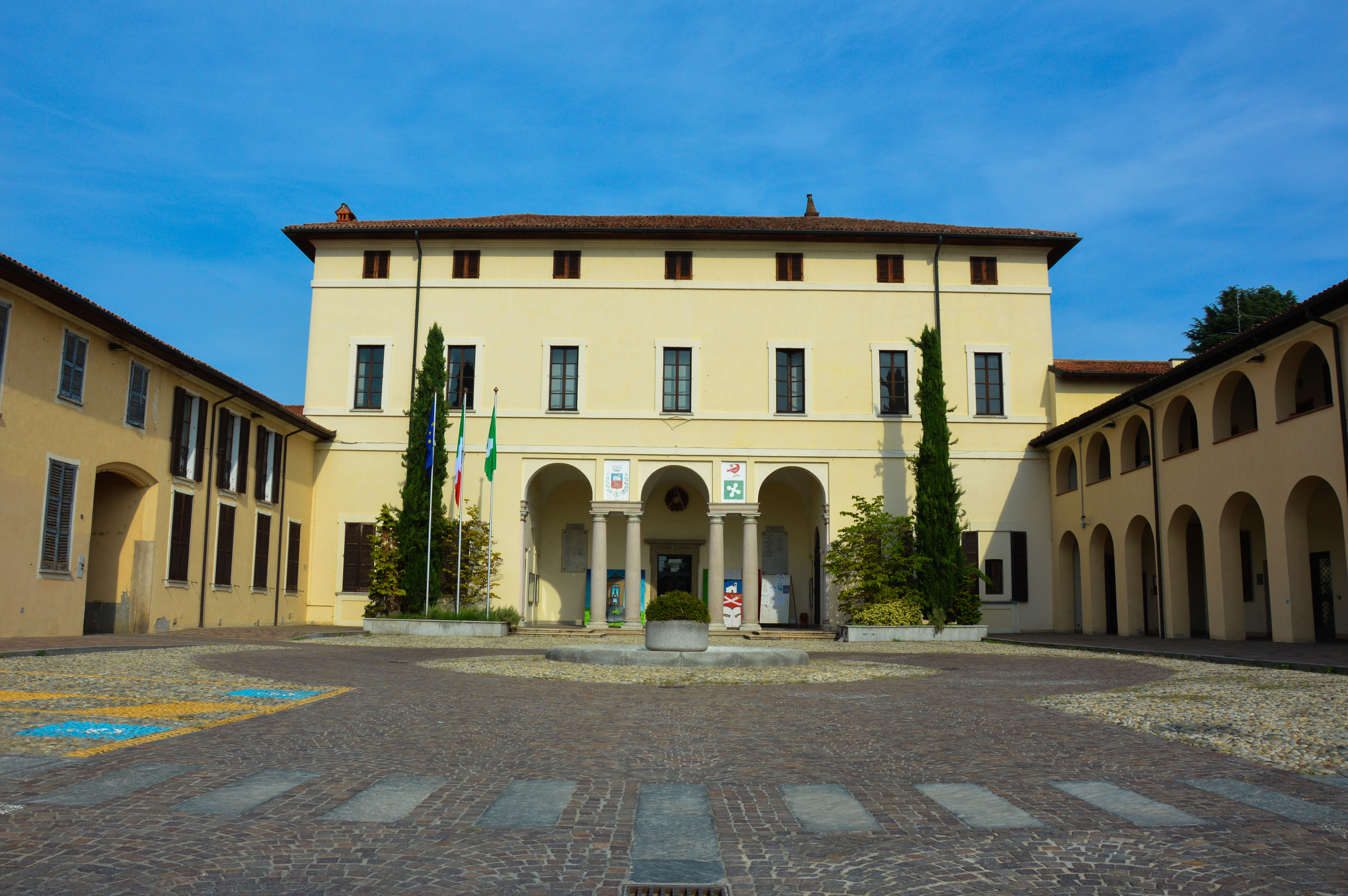
Palazzo Arese Fagnani

- Ponte sul Naviglio Grande (1595), non distante dalla centrale di Turbigo[9];

- Palazzo Arese poi Fagnani, adibito alla sede del Municipio[10]. Risale al XIX secolo e si trova in piazza Libertà 9[11].

### Architetture religiose
- La Parrocchiale Santa Maria delle Grazie (1843-1846), innalzata su progetto dell'Arch. Aluisetti[10][12];

- La chiesa di San Vittore che risale probabilmente al VII secolo ed era l'antica parrocchiale. Si trova all'interno del cimitero di Robecchetto[12].

### Aree naturali

#### Il Ramo Morto del fiume Ticino e l'Isolone
Il Ramo Morto del fiume Ticino è un corso d'acqua che si trova nelle vicinanze del Ponte sul Ticino. Riveste un particolare interesse naturalistico in quanto è ricco di specie ittiche pregiate e nelle sponde del medesimo sono presenti particolari specie di arbusti e di animali.
In origine era un ramo laterale del Fiume Ticino poi interrotto nella sua estremità di monte. E' alimentato delle acque di raffreddamento scaricate dalla centrale termoelettrica di Turbigo, dalle acque della Roggia del Molino (bassa) e dal Colatore Arno. Il Ramo Morto del fiume Ticino dà origine alla lanca della Lama.
Il territorio compreso tra il Ramo Morto del fiume Ticino e quello principale è denominato "Isolone" e in esso vi è la Cascina Regina. Nella zona di quest'ultima è stata attuata una lottizzazione residenziale (Regina Residence), che è composta di 10-15 ville all'interno di un'area completamente recintata e attrezzata anche con un maneggio per cavalli, ad uso esclusivo dei residenti.
In località Isolone, situata nel territorio del Parco Regionale della Valle del Ticino, sono attualmente presenti il compendio immobiliare denominato Condominio "Regina Residence", formazioni igrofile, boschi e aree agricole. Si accede da una strada sterrata che si diparte dalla Strada Statale 341, attraverso un cancello carraio scorrevole ad apertura motorizzata.
La parte occidentale dell'Isolone in origine era un bosco di proprietà del Comune di Galliate poi in epoca fascista venne acquistata dalla famiglia Aliprandi e costituita in riserva di caccia. Nel secondo dopoguerra la proprietà era gestita dalla Ditta Aliprandi rag. Gianlodovico e Scolari Ersilia con sede in Milano, via Alberto da Giussano n. 20.

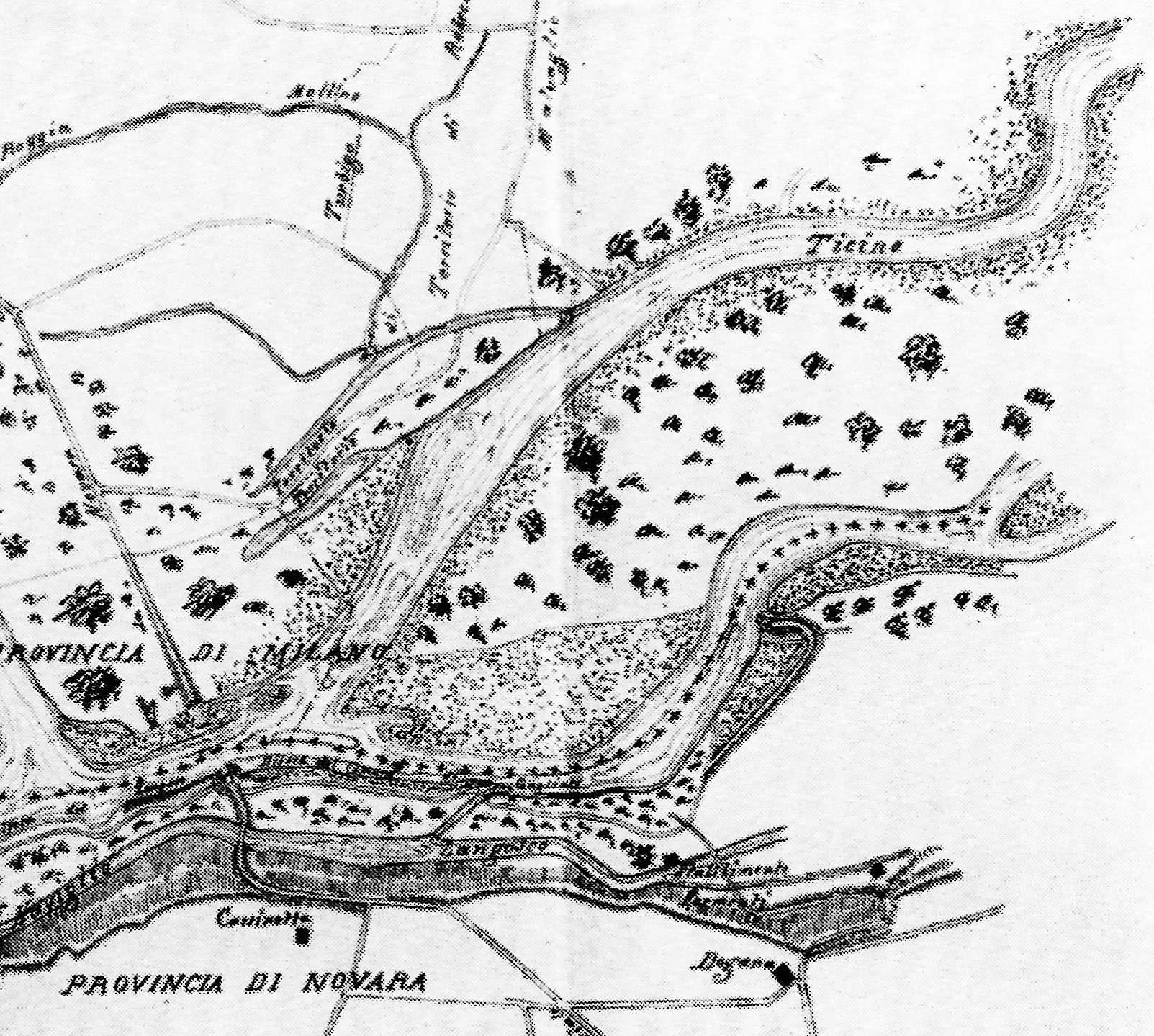
Il Ramo Morto nel 1881, quando era un ramo laterale del fiume Ticino
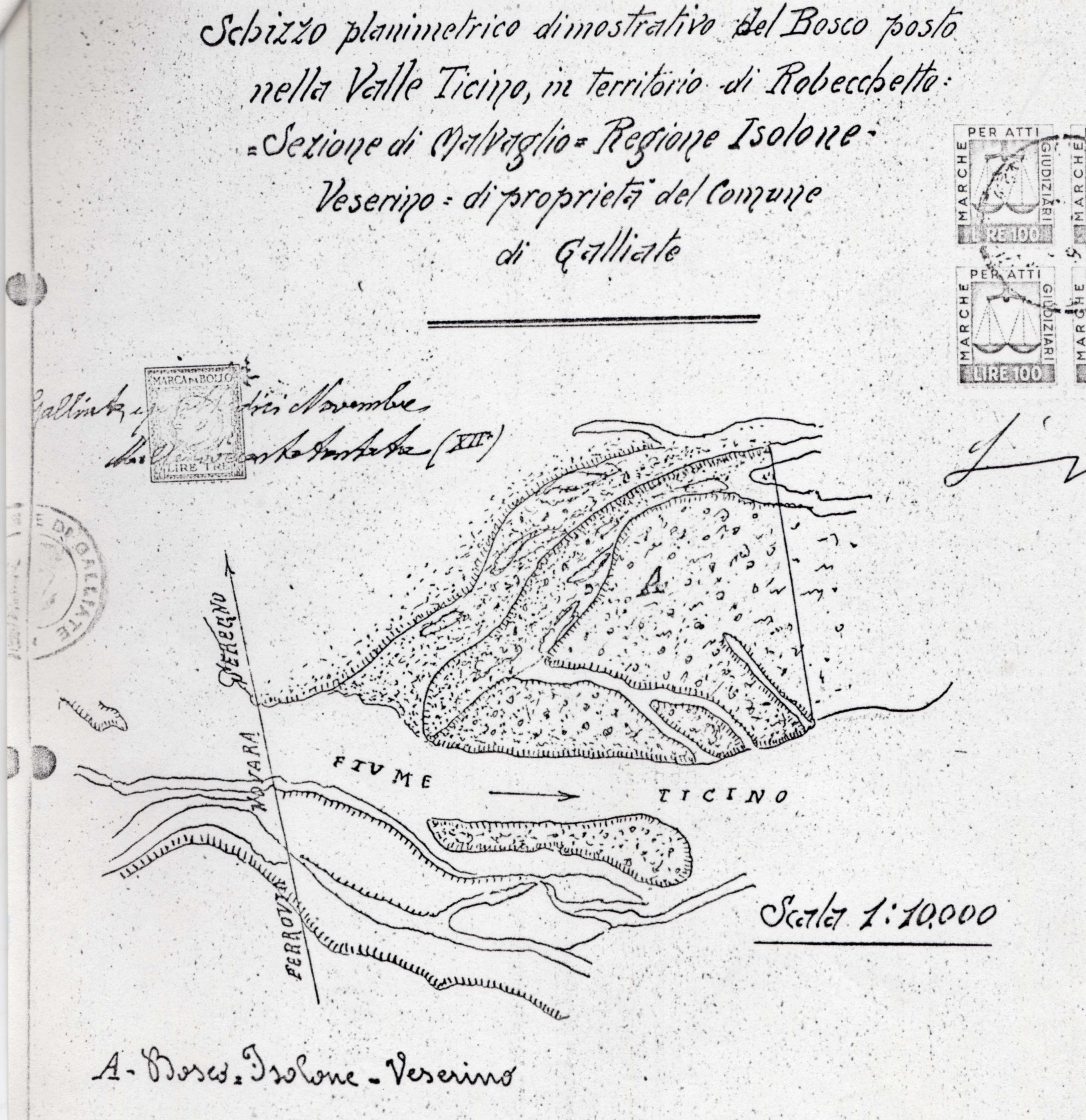
Il bosco Isolone - Veserino nel 1933, acquistato nel 1934 dal Rag. Carlo Aliprandi
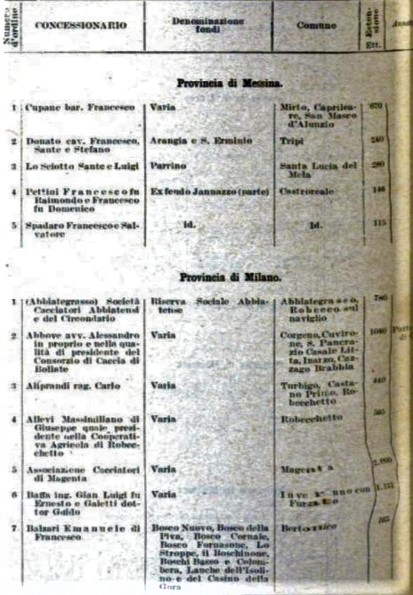
La riserva di caccia venne istituita nel 1924 dal Rag. Carlo Aliprandi
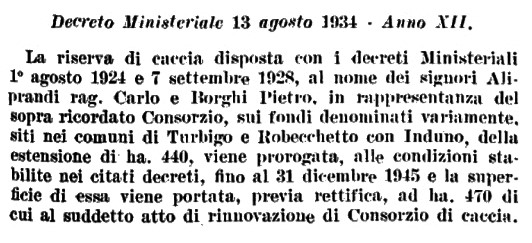
La riserva di caccia nel 1934
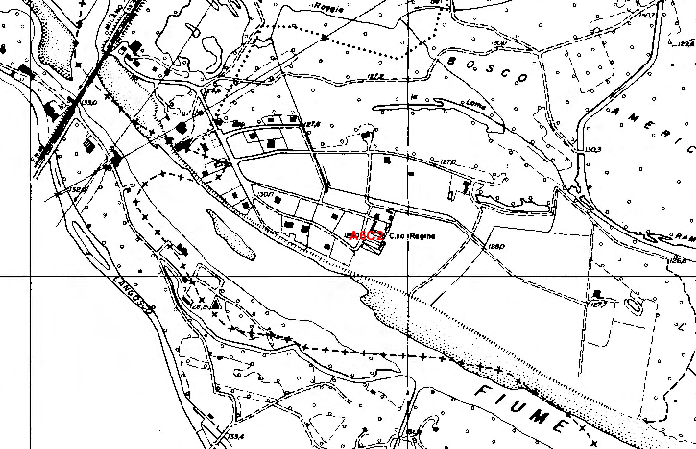
La parte occidentale dell'Isolone (località Cascina Regina)
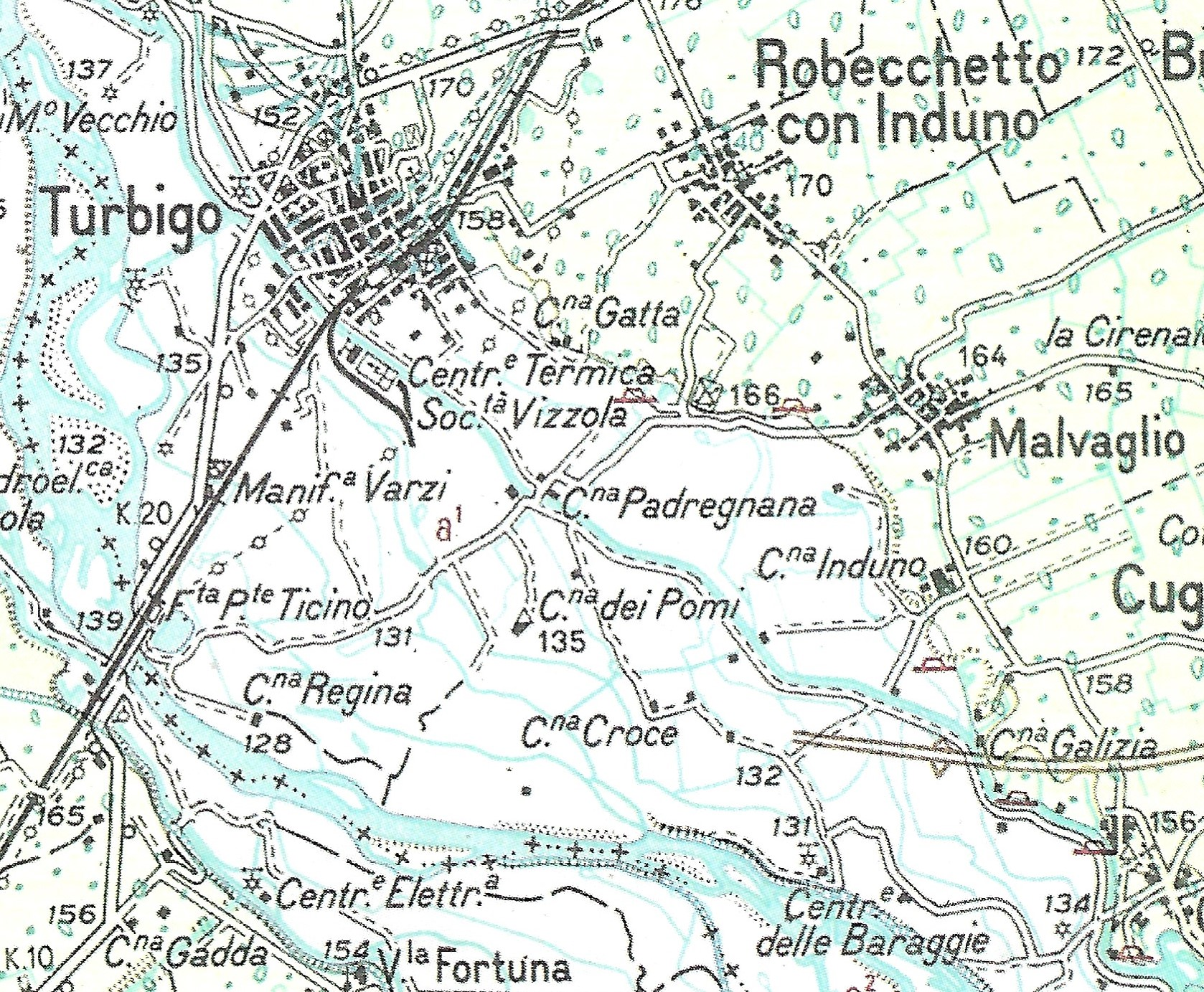
Il Ramo Morto del Ticino nel suo percorso attuale e la Cascina Regina in località "Isolone"
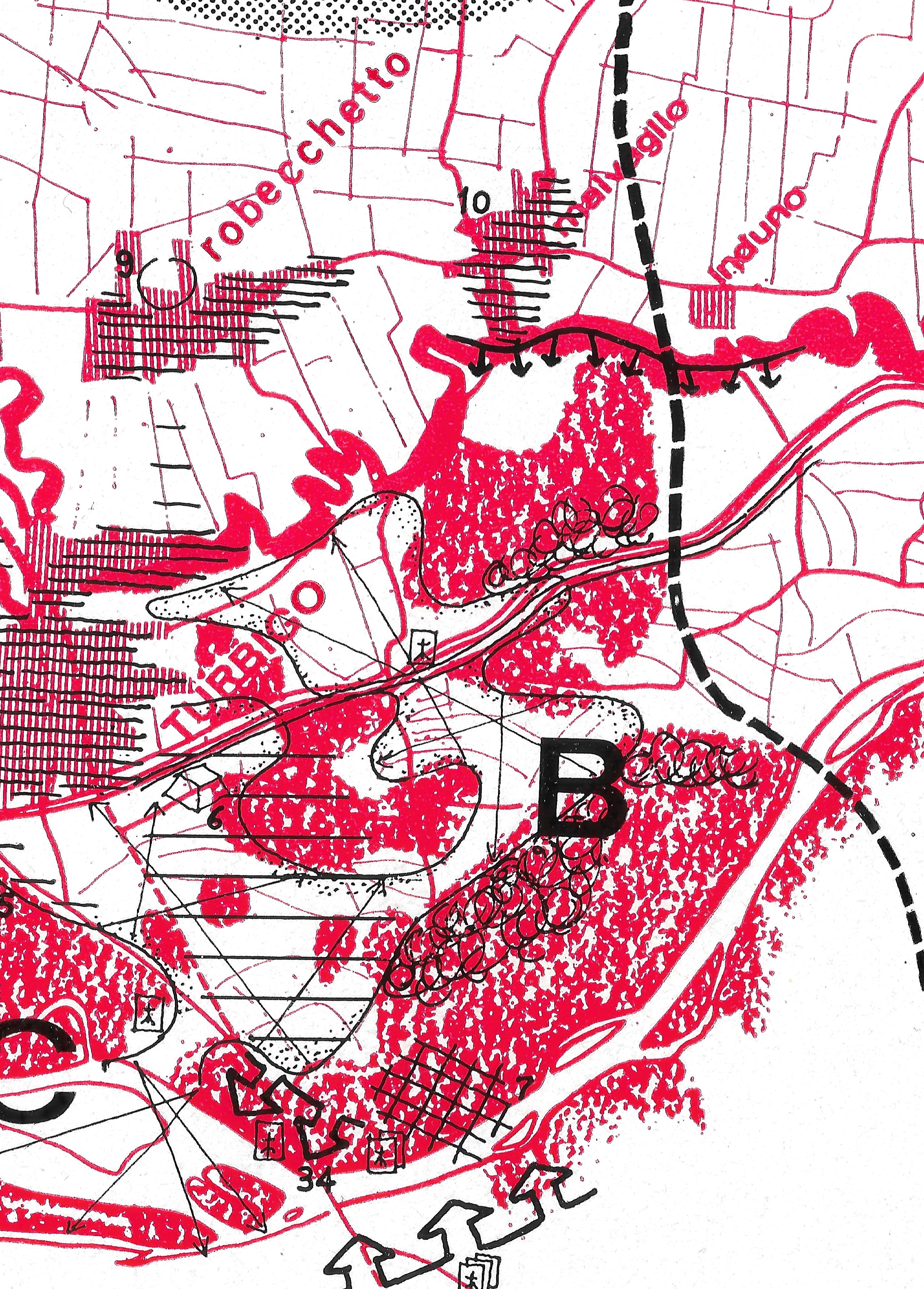
La località "Isolone" nel 1970: al n. 7 è indicata l'area della Cascina Regina, lottizzata e denominata "Regina Residence"

#### Il Bosco delle Faggiole e il Bosco dell'Isolone

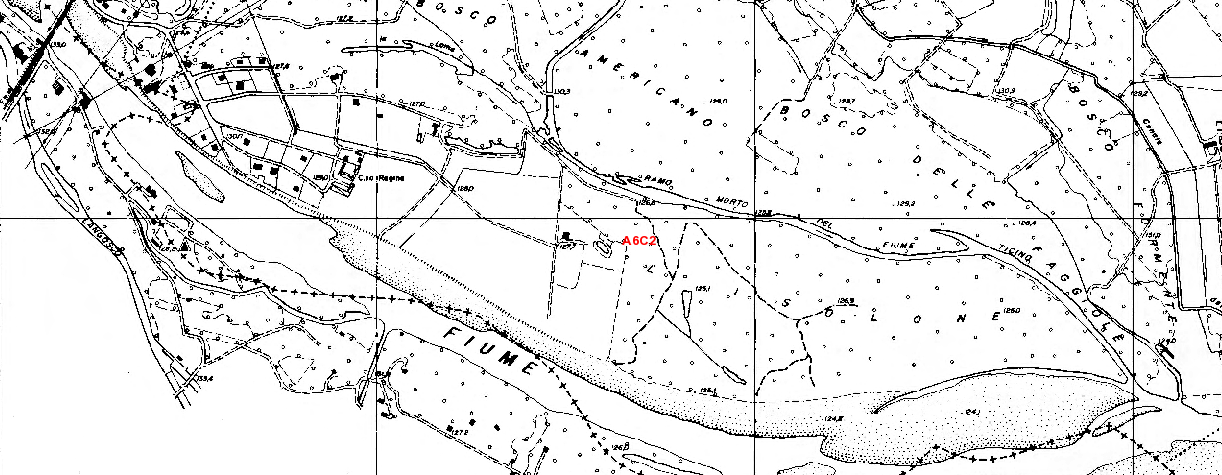
Il Bosco Formente, il Bosco delle Faggiole, il Ramo Morto del fiume Ticino e l'Isolone

Il Bosco dell'Isolone è situato a Robecchetto con Induno sulla riva sinistra del fiume Ticino. Il Bosco delle Faggiole si trova a Robecchetto con Induno tra il Bosco Formente e il Ramo Morto del fiume Ticino. Entrambi i boschi fanno parte del Parco naturale lombardo della Valle del Ticino e rappresentano un ambiente con una fauna ricca di habitat differenziati.
Nel Bosco delle Faggiole e in quello dell'Isolone sono presenti specie autoctone, quali farnia, cerro, ontano nero, pioppo nero e pado e platani di grandi dimensioni. In entrambi i luoghi sono stati effettuati interventi per limitare le specie invasive come il ciliegio americano e la robinia.

## Amministrazione
| Periodo        | Periodo        | Primo cittadino         | Partito      | Carica  | Note |
| -------------- | -------------- | ----------------------- | ------------ | ------- | ---- |
| 14 giugno 2004 | 29 maggio 2006 | Fabrizio Angelo Garberi | Lista civica | Sindaco |      |
| 30 maggio 2006 | 5 maggio 2016  | Maria Angela Misci      | Lista civica | Sindaco |      |
| 6 maggio 2016  | 5 ottobre 2021 | Giorgio Clemente Braga  | Lista civica | Sindaco |      |
| 5 ottobre 2021 | in carica      | Giorgio Clemente Braga  | Lista civica | Sindaco |      |

## Associazioni sportive

### Calcio
La società A.S. Ticinia nacque il 1º luglio 1984 dalla fusione di due società calcistiche: la SCOM di Malvaglio e la U.S. Robecchettese. Come colori sociali furono scelti il Rosso e il Bianco. Il suo primo presidente fu Roberto Toretta.
Attualmente partecipa al girone N della Prima Categoria Lombarda.

### Sci
Fondato nel 1975 a Malvaglio, lo Sci Club prese la propria denominazione da San Bernardo, patrono della frazione e santo protettore degli sciatori.
Grazie alla disponibilità del parroco don Giuseppe Sormani, la sede sociale fu fissata in piazza San Bernardo in locali di proprietà della parrocchia di Malvaglio. Giuseppe Bugini fu eletto primo presidente sociale. 
Con il patrocinio del comune di Robecchetto con Induno e in collaborazione con gli sci club di Buscate, Castano Primo e Turbigo, l'associazione propone gare e corsi di sci. Numerose le escursioni sciistiche durante tutto l'anno.

### Scacchi
Dopo un torneo estemporaneo disputato nel 1976, gli scacchi diventarono una presenza fissa a Robecchetto a partire dall'ottobre 1987 quando il circolo scacchistico Paul Keres di Cuggiono ci trasferì la propria sede sociale.
L'anno successivo il club organizzò il 1º festival scacchistico di Robecchetto con Induno.
Nel 2001 il club si divise in due: i Cavalli&Segugi continuarono la propria attività a Robecchetto mentre il Paul Keres si trasferì a Bernate Ticino.
Dal 2014 Robecchetto ospita un raggruppamento del campionato italiano a squadre.

## Curiosità
- Nel paese, alla Cascina del Guado, storica dimora rurale del XVI secolo trasformata in atelier nel 1969 dall'artista Daniele Oppi, sono state effettuate alcune riprese del film Che bella giornata (2011), con Checco Zalone.
- Come noto a molti dei più anziani abitanti, prima della battaglia di Magenta, gli Austriaci passarono per i territori di Robecchetto, chiedendo informazioni per come recarsi più velocemente alla cittadina, ma, i robecchettesi, proferendo falsa testimonianza, indicarono una strada molto più lunga attraverso i campi, facendo impantanare gli invasori. Grazie a ciò, l'esercito austriaco venne rallentato e venne così coniato il detto dei "falsi di Robecchetto".